# Бернт Ранч (Калифорнија)
Бернт Ранч (енгл. Burnt Ranch) насељено је место без административног статуса у америчкој савезној држави Калифорнија.

## Демографија
По попису из 2010. године број становника је 281.
| Група             | 2000.    | 2010.       |
| Белци             | 0 (0,0%) | 232 (82,6%) |
| Афроамериканци    | 0 (0,0%) | 0 (0,0%)    |
| Азијати           | 0 (0,0%) | 4 (1,4%)    |
| Хиспаноамериканци | 0 (0,0%) | 19 (6,8%)   |
| Укупно            | 0        | 281         |